# Слободянюк-Подолян, Степан Иванович
Степан Иванович Слободянюк-Подолян (1876—1932) — украинский и советский живописец.
Один из инициаторов основания первого в Виннице народного музея (1919—1932), ныне Винницкий краеведческий музей.

## Биография
Родился 2 августа 1876 года в городе Литин Подольской губернии Российской Империи (ныне - Винницкая область, Украина).
В 1899—1901 годах обучался в Одесском художественном училище.
В 1905—1912 годах - вольный слушатель Петербургской академии художеств. Присвоено звание художника за картину «Буря и покой».
С 1921 по 1923 годы - директор Винницкого художественного музея. Передал в фонд музея свою коллекцию монет, книг и картин.
С 1925 года проживал  в Екатеринославе (ныне Днепр).
Умер 15 сентября 1932 года в Ленинграде.
Проживал в Ленинграде по адресу - Васильевский остров, 6 линия, 37.

## Творчество
С. И. Слободянюк-Подолян проявил себя как мастер портрета.

### Портреты
- «Женский портрет» (1915),
- «Матрос с крейсера „Аврора“» (1917),
- «Украинская девушка» (1926),
- «Кармалюк» (1926),
- «Молдаванка» (1928),
- «Портрет сталевара» (1930).

### Картины
- «Буря и покой» (1912),
- «Вольная Украина».

## Память
- Произведения С. И. Слободянюк-Подоляна находятся в Днепропетровском художественном музее.